# Эрстед, Ханс-Хенрик
Ханс-Хенрик Эрстед (дат. Hans-Henrik Ørsted, род. 13 декабря 1954 в Грено, Дания) — датский профессиональный трековый велогонщик. Бронзовый призёр летних Олимпийских игр 1980 года (после этого перешёл в профессионалы), многократный чемпион мира и многократный чемпион Дании в индивидуальной гонке преследования на 4000 метров. Многократный чемпион Дании в различных дисциплинах.